# Stachanovit
Stachanovit är en term på en högt presterande arbetare i Sovjetunionen, efter Aleksej Grigorjevitj Stachanov som var en sovjetisk elitarbetare från Stalintiden.